# الغواصة الألمانية يو-165 (1941)
غواصة يو-165  غواصة يو بوت ألمانية من الفئة التاسعة سي بنيت لسلاح بحرية ألمانيا النازية كريغسمارينه، في أحواض بناء السفن والآلات الألمانية في بريمن خلال الحرب العالمية الثانية.